# Pino del Oro

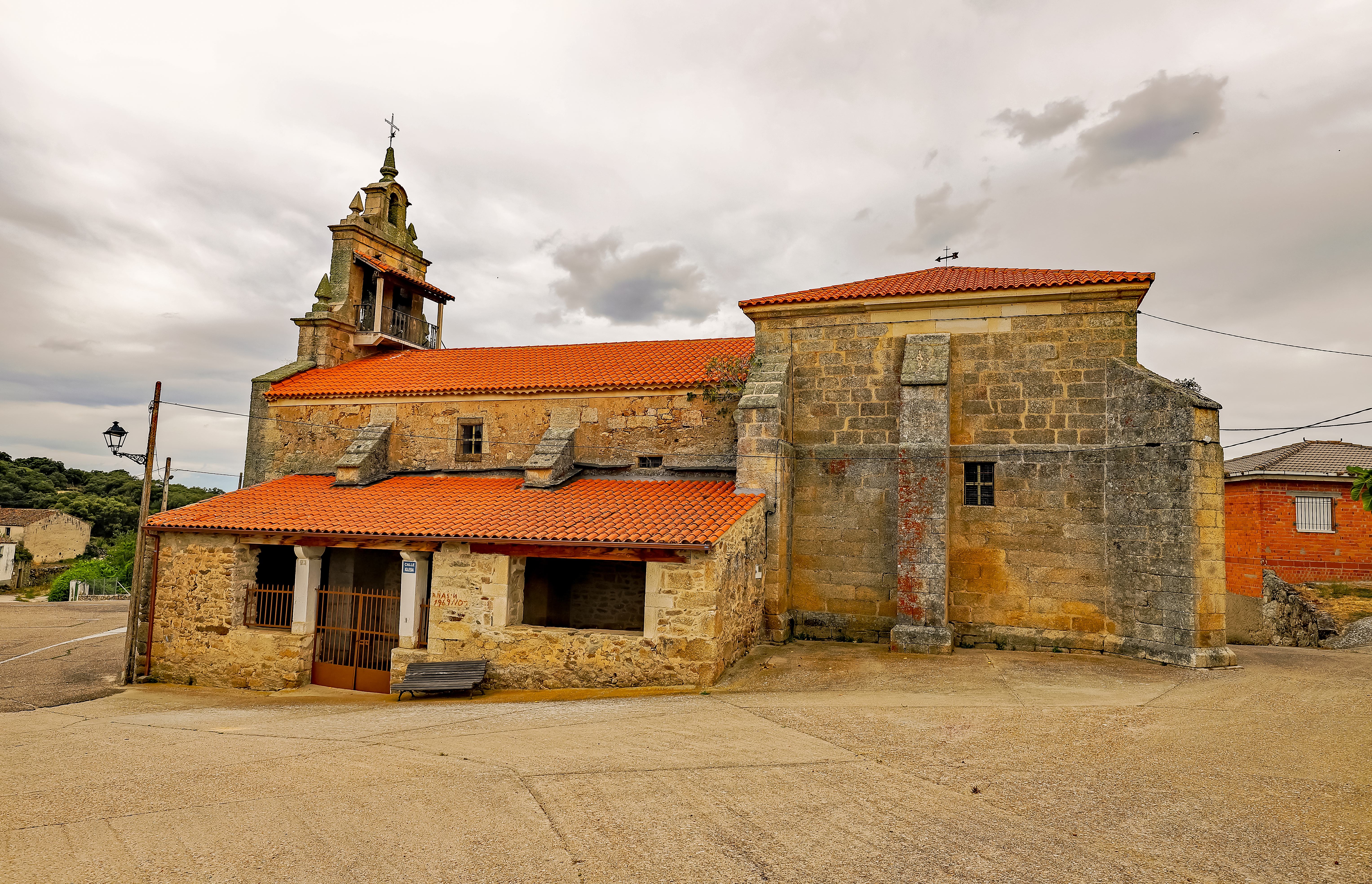
Pino del Oro – Iglesia de San Juan Baustista

Pino del Oro ist ein nordwestspanischer Ort und eine Gemeinde (municipio) mit insgesamt nur noch 175 Einwohnern (Stand: 2024) in der Provinz Zamora in der Autonomen Gemeinschaft Kastilien-León.

## Lage
Der Ort Pino del Oro liegt im Naturpark Arribes del Duero im Südwesten der Provinz Zamora in einer Höhe von ca. 730 m in der alten Kulturlandschaft Sayago. Das Tal des Río Duero ist ca. 2 km (Luftlinie) entfernt, liegt aber ca. 250 m tiefer. Die Provinzhauptstadt Zamora ist gut 40 km (Fahrtstrecke) in östlicher Richtung entfernt. Das gemäßigte Klima wird zeitweise vom Atlantik beeinflusst; Regen (ca. 550 mm/Jahr) fällt vorwiegend im Winterhalbjahr.

## Bevölkerungsentwicklung
| Jahr      | 1857 | 1900 | 1950 | 2000 | 2020 |
| Einwohner | 421  | 475  | 495  | 247  | 183  |

Infolge der Mechanisierung der Landwirtschaft, der Aufgabe von bäuerlichen Kleinbetrieben („Höfesterben“) und der daraus resultierenden Arbeitslosigkeit auf dem Lande ist die Bevölkerung seit den 1950er Jahren kontinuierlich auf den derzeitigen Tiefststand zurückgegangen.

## Wirtschaft
Seit der Antike wurden in der Umgebung des Ortes Erzminen ausgebeutet. Die Landwirtschaft, vor allem die Anpflanzung von Oliven- und Obstbäumen, spielt traditionell die größte Rolle im Wirtschaftsleben der Gemeinde. Daneben fungierte der Ort bereits im ausgehenden Mittelalter als Handels-, Handwerks- und Dienstleistungszentrum für die Weiler und Einzelgehöfte in der Region. Einnahmen aus dem Tourismus in Form der Vermietung von als Ferienwohnungen (casas rurales) genutzten leerstehenden Häusern sind in den letzten Jahrzehnten hinzugekommen.

## Geschichte
Bereits in vorrömischer Zeit siedelten hier Stammesgruppen vom keltischen Volk der Vettonen; aus römischer Zeit stammen die Überreste einer Minenarbeiter-Siedlung beim Flurstück El Picón. Aus westgotischer und islamischer Zeit sind keine Funde bekannt. Die Rückeroberung (reconquista) der nur dünn besiedelten und abgelegenen Gebiete im 10. bis 12. Jahrhundert verlief weitgehend kampflos; danach begann die Wieder- – oder besser – Neubesiedlung (repoblación) der Region. Bis zum Jahr 1230 gehörte das Gebiet zum Königreich León.

## Sehenswürdigkeiten
- Die Iglesia de San Juan Baustista entstand im ausgehenden Mittelalter; später erhielt sie einen erhöhten Chorbereich und einen barocken Glockengiebel (espandaña).

Umgebung
- Es gibt einen ca. 6 km langen Wanderweg zu den Erzminen der Umgebung.
- Die ca. 1,5 km südlich des Ortes gelegene und im Jahr 1914 eingeweihte ca. 120 m lange und 90 m hohe Stahlbogenbrücke des Puente de Requejo ersetzte eine ehemals bestehende Fährverbindung über den Duero zwischen den Gemeinden Pino del Oro und Villadepera.
- Unmittelbar am Duero, aber ungefähr 1 km (Fußweg) von der Brücke entfernt befinden sich die Ruinen der Ermita de San Esteban.